# Roix Hodeix
Roix Hodeix (en hebreu: ראש חודש; literalment en català: cap del mes) és el primer dia de cada mes, en el calendari hebreu.

## Roix Hodeix
El Roix Hodeix es basa en el cicle lunar, el mes comença amb la Lluna nova, però difereix de la Lluna nova astronòmica, doncs a la pràctica hi sol haver un retard d'1 o 2 dies.
El sàbat Roix Hodeix és el sàbat anterior a la lluna nova, i es calcula la seva data segons el dia i l'hora en què la lluna serà visible sobre la ciutat santa de Jerusalem.
Quan el Roix Hodeix coincideix amb el Sàbat, llavors és anunciat una setmana abans.
L'anunci es produeix just després de la lectura de la Torà, i s'acompanya d'una breu benedicció per als propers mesos.

## Celebracions
El Roix Hodeix és una de les festivitats jueves, i se celebra amb una oració de lloança a les sinagogues.
Quan la Lluna Nova cau en Sàbat o l'endemà, se sol llegir una oració especial.
També s'acostuma a fer servir roba nova en el dia de Roix Hodeix, per celebrar aquesta data.

## Orígens de Roix Hodeix
Èxode 12:1-2: "I el Senyor va dir a Moisès i a Aaron en el país d'Egipte, dient:" Aquest mes us serà principi dels mesos; i serà aquest per a vosaltres el primer mes de l'any."
Va ser ordenat a partir d'aquí que els mateixos Israelites havien de començar a comptar els mesos en comptes de Déu. Des de llavors, un grup de rabins del Sanedrí, d'acord amb almenys dos testimonis havien de proclamar que havien vist aparèixer la Lluna nova. Avui en dia es fa servir el calendari hebreu en comptes dels testimonis per calcular el Roix Hodeix.

## Una celebració per a les dones
Segons la tradició, Roix Hodeix és un dia de celebració també per a les dones.
El Talmud en el Tractat Meguilà [22b] ensenya que les dones estan exemptes de treball en Roix Hodeix. En aquest passatge, Raixí explica que aquestes activitats són: la costura, rentar i planxar la roba, ja que les dones van dur a terme aquestes tasques amb gran vigor durant la construcció del Tabernacle.
El capítol 45 del Pirkei de Rabí Eliezer, explica que durant l'incident amb el vedell d'or, les dones es van negar a donar les seves arracades als homes que van construir l'ídol, i que per això Déu va donar a la Dona un dia addicional de descans al mes.